# ألين روس كولبيبر
ألين روس كولبيبر (بالإنجليزية: Allen Ross Culpepper)‏ هو عسكري أمريكي، ولد في 21 يوليو 1944 في ألاباما في الولايات المتحدة، وتوفي في 19 مايو 1969 في Long Khánh province ‏ في فيتنام.